# Guillermo IV de Montferrato
Guillermo IV (1030-1100) fue marqués de Montferrato de 1084 a 1100. 
No se conoce la fecha exacta del nacimiento de Guillermo, pero probablemente fue alrededor de 1030. Fue el hijo mayor de Otón II de Montferrato y Constanza, hija de Amadeo II de Saboya. Guillermo aparece por primera vez en un documento fechado en 1059, con motivo de su toma de poder sobre la ciudad de Savona, probablemente tras el ruego de la propia ciudadanía de la ciudad para que se hiciese cargo de su gobierno. 
En 1093, estuvo presente en el acto por el que el emperador Enrique IV donó el monasterio de Breme a la iglesia de Pavía.
En un acta fechada a 15 de septiembre de 1096, cedió algunos privilegios a la iglesia de San Esteban de Allein, sita en el valle de Aosta. Dicha acta dice así: Uvilielmus marchio filius quondam Uvilielmi et Ota iugalis eius filia quondam Tebaldi et Uvilielmus filius presicti Uvilielmi et Ote, et Oto filius item Otonis, seu Petrus filius Roberti, atque coniunx eius Ermengarda filia predicti Tebaldi et Tezo filius iamdicti Petri et Ermengarde
En su primer matrimonio tuvo dos hijos de los que se desconoce su suerte, aunque lo más probable es que muriesen con corta edad. En su segundo matrimonio, con Otta di Aglié, tuvo a su hijo y sucesor Raniero.
| Predecesor: Otón II | Marqués de Montferrato 1084-1100 | Sucesor: Raniero I |